# Morton (Texas)
Morton település az Amerikai Egyesült Államok Texas államában, Cochran megyében, melynek megyeszékhelye is. Lakosainak száma 1690 fő (2020. április 1.).

## Népesség
A település népességének változása:

| 2010 | 2 006 |
| 2020 | 1 690 |